# Авраамов, Николай Юрьевич
Николай Юрьевич Авраамов (1892—1949) — морской офицер, участник Первой мировой, Гражданской и Великой Отечественной войн, член Центробалта, командующий Чудской военной флотилией, командир Осиновецкой военно-морской базы, заместитель командующего Ладожской военной флотилией, военный педагог, начальник школы юнг Северного флота, начальник Ленинградского военно-морского подготовительного училища, капитан 1 ранга, основатель морской династии.

## Биография

Лейтенант флота Н. Ю. Авраамов

Николай Юрьевич Авраамов родился 7 июня (19 июня) 1892 года в г. Баку в потомственной дворянской семье. В 1906 году, после окончания гимназии, поступил кадетом в Морской корпус. В службе с 1909 года. 2 мая 1912 года произведён в корабельные гардемарины. За отличную учёбу был удостоен права проходить корабельную практику на военных кораблях Англии. 5 октября 1912 года был произведён в мичманы по экзамену. В декабре 1912 года был назначен вахтенным начальником, младшим артиллеристом крейсера «Громобой» Балтийского флота.

### Участие в Первой мировой войне
Участник Первой мировой войны. В 1915 году окончил Офицерский Артиллерийский класс в Гельсингфорсе и вернулся на крейсер «Громобой». Был назначен командовать ротой отдельного батальона «охотников», созданной из матросов-штрафников, среди которых оказался списанный с флагманского корабля «Император Павел I» матрос-электрик Павел Дыбенко (впоследствии 1-й народный комиссар по морским делам РСФСР). Зимой 1916 года под Ригой, во время разведывательной вылазки «охотников» в тыл немцев, Авраамов был тяжело ранен. Находился на лечении в морском госпитале. 10 апреля 1916 года был произведён в лейтенанты флота.
В августе 1916 года был назначен артиллерийским офицером, старшим помощником командира эскадренного миноносца «Лейтенант Ильин».

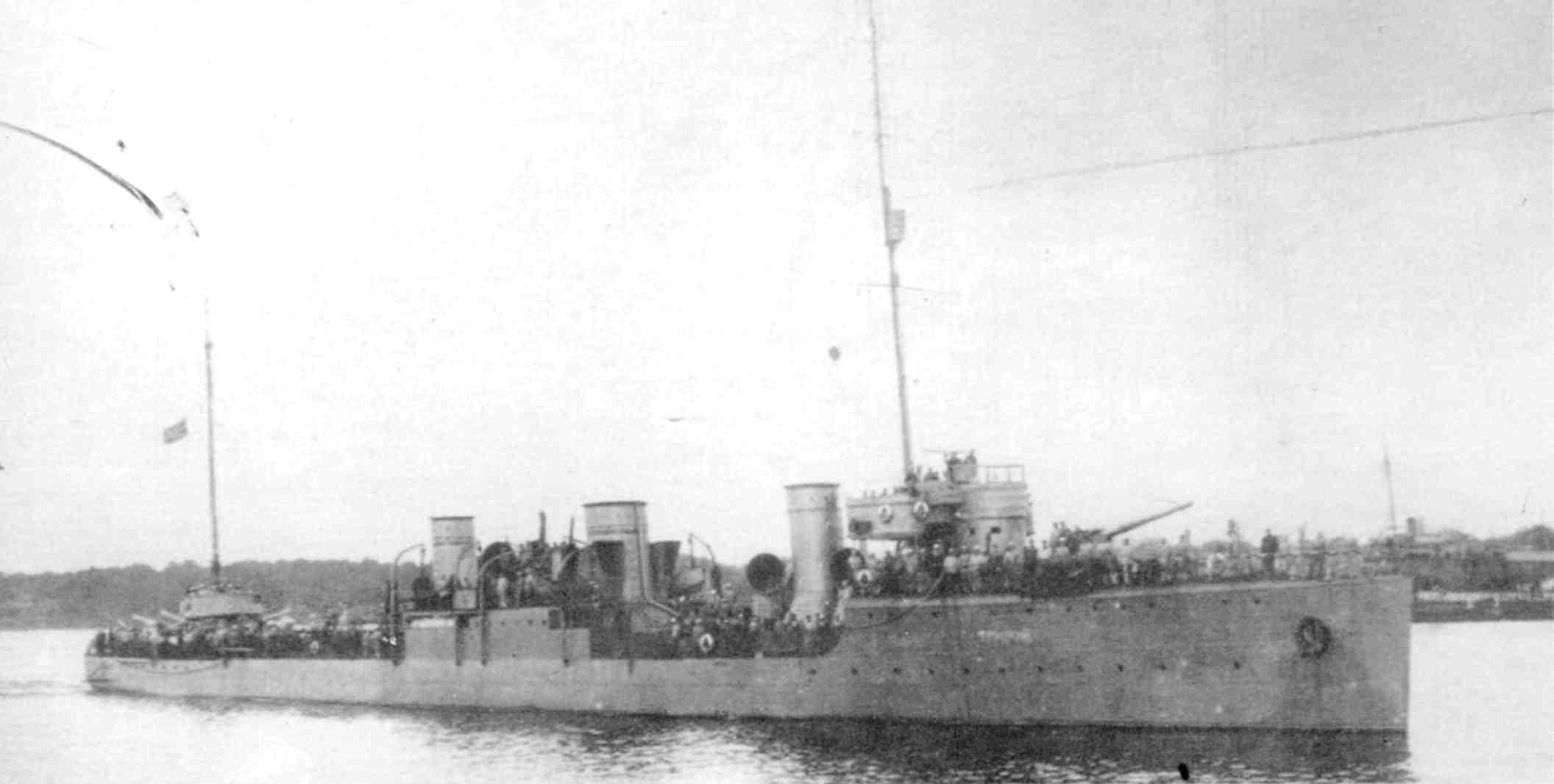
Эскадренный миноносец «Лейтенант Ильин»

### Участие в Гражданской войне
В 1917 году Авраамов был избран командиром корабля и председателем судового комитета, позже был избран членом Гельсингфорского совета рабочих, крестьян и солдат, и по рекомендации Дыбенко членом артиллерийской секции Центробалта. До марта 1918 года Авраамов служил старшим офицером на эсминце «Лейтенант Ильин». Являлся участником Ледового похода кораблей Балтийского флота из Гельсингфорса в Кронштадт.
С апреля 1918 года был инспектором по снабжению топливом Водного транспорта Балтийского флота. В мае 1920 года был направлен флагманским артиллеристом (флагарт) Штаба командующего Морскими силами Республики (Штаб Коморси) Юго-Запада в Николаев на Черноморский флот, участвовал в освобождении Очакова и Новороссийска. Затем выполнял обязанности инспектора портов, а в июле-августе 1920 года служил заместителем флагарта штаба Чёрного и Азовского морей. В середине августа 1920 года в порту Ахтари белые высадили экспедиционную армию. Для отражения удара была создана морская дивизия. Одним из батальонов дивизии моряков командовал Авраамов. У хутора Сукко его ранило в голову, но он не покинул поля боя. В августе 1920 года военмор Авраамов был назначен начальником артиллерии штаба Кавказского сектора в городе Новороссийске, а затем до февраля 1921 года служил начальником артиллерии и начальником Новороссийского укреплённого района.
В феврале-августе 1921 года исполнял обязанности начальника Туапсинского укрепрайона кавказского побережья. С августа по сентябрь 1921 года был военно-морским экспертом комиссии по чистке личного состава флота в Севастополе. В октябре 1921 года назначен командиром канонерской лодки «Эльпидифор» № 413. Заболел и до апреля 1922 года находился в госпитале в Батуми и Тифлисе. Был демобилизован из РККФ по инвалидности.
Неоднократно Авраамов подавал рапорты в наркомат по военно-морским делам с просьбой о возвращении на службу. В апреле 1925 года был назначен помощником командира Учебного отряда кораблей Морских сил Чёрного моря по учебной части. С июля 1925 по октябрь 1926 года исполнял обязанности начальника Учебного отряда, а затем служил начальником распорядительно-строевого отдела штаба Черноморского флота, а позже, до ноября 1930 года — начальником отдела и Управления комплектования штаба флота Морских сил Чёрного моря. Был награждён Реввоенсоветом Морских сил Чёрного моря серебряным портсигаром, на крышке которого было выгравировано: «Испытанному бойцу за дело пролетариата тов. Авраамову Н. Ю. РВСМСЧМ, 1918 — 23.11.1928 г.».

### Репрессии
В ноябре 1930 года Авраамов был репрессирован, как бывший офицер Императорского флота России и демобилизован со службы. 6 июня 1931 года был осуждён за «участие в контрреволюционной организации Морских сил Чёрного моря» и приговорён к расстрелу. 28 ноября 1931 года это решение было заменено на 10 лет заключения в концлагере. Авраамов находился в тюремном заключении около двух лет, сначала в Севастополе, а затем — в Симферополе. В ноябре 1932 года досрочно был освобождён.
В январе 1932 года приказ о демобилизации был отменён, и Авраамов был восстановлен на службе. Назначен на преподавательскую работу. С января 1932 по сентябрь 1939 года был преподавателем, затем старшим преподавателем, начальником цикла военно-морской практики Военно-морского училища имени М. В. Фрунзе. В 1934 году Н. Авраамов составил учебное пособие «Шлюпка. Ответы к вопроснику по подготовке слушателей и курсантов к сдаче испытаний на командира шлюпки», по которому учились многие поколения моряков.
17 сентября 1939 года лично нарком ВМФ СССР Н. Г. Кузнецов в своём кабинете восстановил звание капитана 1 ранга Авраамову. До февраля 1941 года Авраамов служил в должности инспектора, старшего инспектора управления морской подготовки Управления военно-морских учебных заведений, а затем до июля 1941 года был начальником кафедры морской практики в Высшем военно-морском инженерном училище имени Ф. Э. Дзержинского.

### Участие в Великой Отечественной войне
Начало Великой Отечественной войны застало Н. Авраамов на Чудском озере, где он руководил практикой курсантов военно-морского инженерного училища. 3 июля 1941 года на базе дивизиона учебных кораблей Высшего военно-морского инженерного училища имени Ф. Э. Дзержинского была создана Чудская военная флотилия, командующим которой был назначен Авраамов.
Флотилию составили канонерские лодки — бывшие учебные корабли «Нарова», «Эмбах», «Тарту», «Исса», небольшие вооружённые пароходы, буксиры и суда. Флотилия получила задачу содействовать сухопутным войскам в обороне Гдовского участка Ленинградского фронта. Она вела боевые действия в июле-августе 1941 года. После потери Гдова флотилия продолжала боевые действия из Муствэ на западном берегу Чудского озера. 13 августа, после занятия противника всего берега Чудского озера, суда флотилии были затоплены. Моряки сошли на берег и участвовал в сухопутных боях северо-восточнее города Кингисеппа. Часть моряков флотилии вошли в партизанские отряды. 20 августа Авраамов во главе 189 курсантами прибыл в Ленинград, 27 августа Чудская военная флотилия приказом командующего Морской обороной Ленинграда и Озерного района была расформирована.
С сентября 1941 года был Уполномоченным по выполнению операций по снабжению водным путём города Ленинграда, войск Ленинградского фронта и Балтийского флота вооружением и продовольствием, являлся заместителем командующего Ладожской военной флотилии, с декабря 1941 по май 1942 года Авраамов был первым командиром Осиновецкой военно-морской базы, где организовал работу в зимний период по углублению бухт и гаваней, созданию новых причалов, пристаней и волноломов, что позволило обеспечить оперативные перевозки на глубокосидящий кораблях войск и оружия. В мае 1942 года был назначен начальником курсов младших лейтенантов Балтийского флота, с января 1943 по апрель 1944 года был начальником Школы юнг, расположенной на Соловецких островах. В числе юнг был и будущий писатель В. Пикуль.
В апреле 1944 года Авраамов получил назначение на должность начальника Ленинградского военно-морского подготовительного училища. В сентябре 1946 года был освобождён от должности и назначен в распоряжение Управления кадров ВМС. С октября 1946 по октябрь 1948 года являлся заместителем начальника НИИ аварийно-спасательной службы, после чего вышел в отставку.
Умер Н. Ю. Авраамов 3 апреля 1949 года в Ленинграде, похоронен на Серафимовском кладбище.

## Семья
Николай Юрьевич Авраамов основатель морской династии Авраамовых. Был женат на Тамаре Николаевне (в девичестве Литяго), которая многие годы была служащей ВМФ. В семье было двое детей: дочь Наталья и сын Георгий, который пошёл по стопам отца, окончил в 1944 году Нахимовское училище, Высшее военно-морское училище имени М. В. Фрунзе, стал моряком, начальником Черноморского высшего военно-морского училища имени П. С. Нахимова, вице-адмиралом. Морскую династию Авраамовых продолжил внук Николая Юрьевича, его тёзка Николай — окончил ЛНВМУ, ВВМУ имени М. В. Фрунзе, стал командиром корабля, капитаном 2 ранга. Правнуки Антон и Павел также окончили Санкт-Петербургский военно-морской институт (бывшее Высшее военно-морское училище имени М. В. Фрунзе) и стали морскими офицерами.

## Награды
Российской империи:
- орден Святого Станислава 3 степени с мечами и бантом (29 мая 1915);
- орден Святой Анны IV степени с надписью «За храбрость»,
- орден Святой Анны III степени с мечами и бантом,
- орден Святого Владимира IV степени с мечами и бантом,
- светло-бронзовая медаль «В память 300-летия царствования дома Романовых» (1913);

Советские:
- орден Ленина (30 апреля 1946)[2],
- три ордена Красного Знамени (3 апреля 1942, 3 ноября 1944, 8 декабря 1944)[6],
- два ордена Отечественной войны I степени (27 апреля 1944, 31 мая 1944)[6],
- орден Красной Звезды (21 июля 1945)[5],
- медали, в том числе медаль «XX лет Рабоче-Крестьянской Красной Армии», медаль «За оборону Ленинграда» (11 ноября 1943)[6][10], медаль «За оборону Советского Заполярья», медаль «За победу над Германией в Великой Отечественной войне 1941—1945 гг.»[11] и др.

## Память
Николаю Юрьевичу Авраамову писатель-маринист Валентин Пикуль посвятил свою первую книгу «Океанский патруль», которая вышла в свет в 1964 году. В первых строках этой книги писатель записал «Памяти друзей-юнг, павших в боях с врагами, и светлой памяти воспитавшего их капитана 1-го ранга Николая Юрьевича Авраамова посвящает автор эту свою первую книгу».
В 1981 году Валентин Саввич посвятил семье Авраамовых ещё одну книгу «Три возраста Окини-сан», где записал «Супружеской чете Авраамовых — Эре Павловне и Георгию Николаевичу, в семье которых уже три поколения служат Отечеству на морях».
В 1999 году имя Николая Юрьевича Авраамова было занесено в «Золотую книгу Санкт-Петербурга».